# Schouder

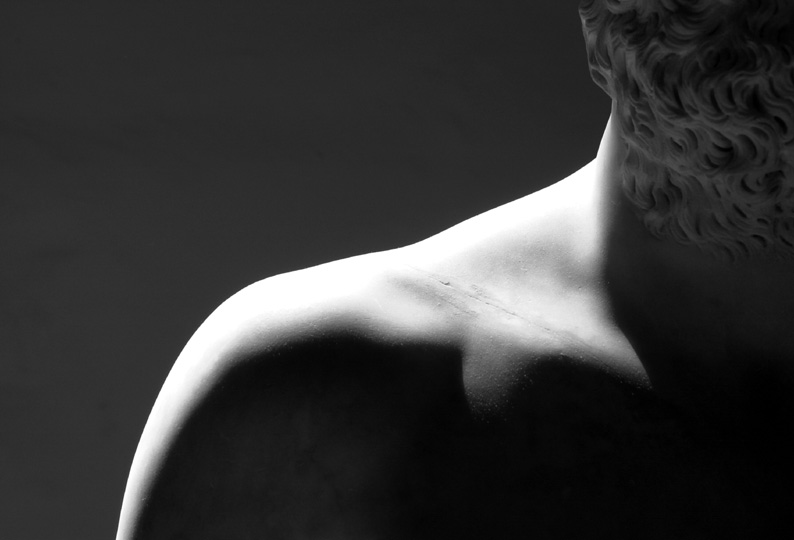
Schouder van een antiek beeld in het archeologisch museum te Napels.

De schouder is bij gewervelden een stukje van het bovenste gedeelte van de romp, rondom het schoudergewricht. In de menselijke anatomie is dit het gedeelte van het lichaam tussen de hals en de bovenarm.

## Anatomie

### Gewricht

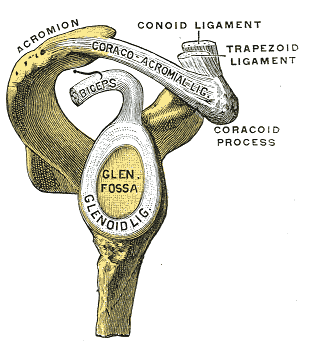
De gewrichtskom van de schouder van lateraal bekeken. Deze gewrichtskom is een uitsparing in het schouderblad. Rondom deze kom is het labrum gelegen (niet aangeduid).

Het schoudergewricht of articulatio humeri -ook wel glenohumerale gewricht of articulatio glenohumeralis genaamd- vormt de verbinding tussen de bovenarm en de romp. Het gewricht bestaat uit de kop van de bovenarm (lat.: caput humeri) die in een komvormige uitsparing van het schouderblad (lat.: scapula) rust. Deze gewrichtskom wordt cavitas glenoidalis (of fossa glenoidalis) genoemd.
Het valt op dat de kop van de bovenarm veel groter is dan de kleine gewrichtskom. De schouder heeft de vorm en de functie van een kogelgewricht. Er kan daarom om drie verschillende draaiassen worden bewogen. De bewegingsmogelijkheden van de bovenarm worden vergroot dankzij de schoudergordel, die wordt gevormd door het schouderblad en het sleutelbeen (lat.: clavicula). De schoudergordel rust via het gewricht tussen het sleutelbeen en het borstbeen (lat.: sternum) op de thorax. Deze grote beweeglijkheid in het gewricht gaat echter ten koste van de gewrichtsstabiliteit. Schouderluxaties (uit de kom) komen dan ook frequent voor. De frequentste luxatie is een luxatie naar voren omdat het gewricht met name aan de voorzijde nauwelijks door gewrichtsbanden wordt ondersteund. De kom wordt daarom enigszins vergroot door de aanwezigheid van een kraakbeenring ("labrum articulare") om de gewrichtsholte. De pees van de lange kop van de musculus biceps versmelt bovenaan met dit labrum.
De belangrijkste factor die ertoe bijdraagt dat kop en kom bij elkaar blijven is in dit gewricht het zogenaamde "spier-peesmanchet" of "rotatorcuffspieren".

### Gewrichtskapsel

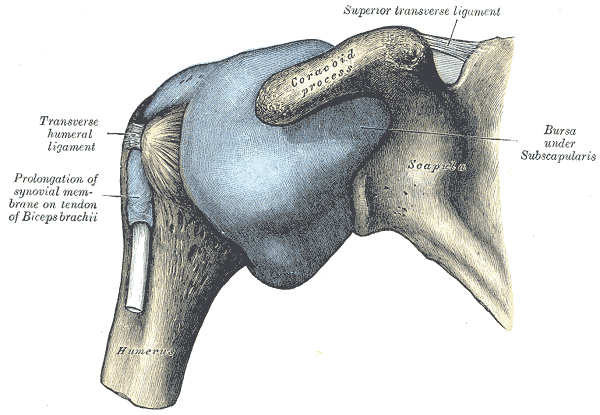
Gewrichtskapsel van het schoudergewricht. Binnen in dit kapsel bevindt zich het synoviaal membraan. Net erbuiten (niet aangeduid) verstevigen de pezen van de rotatorenmanchet dit gewrichtskapsel. Deze pezen vergroten de gewrichtsstabiliteit.

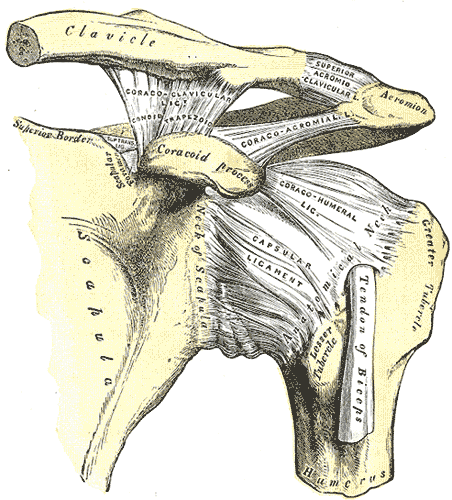
Gewrichtskapsel van het schoudergewricht. De individuele ligamenten die dit kapsel verstevigen zijn zichtbaar.

Het kapsel van het schoudergewricht hecht aan de rand van de gewrichtskom (cavitas glenoides) aan. Het gewrichtskapsel bestaat uit bindweefsel. De aanhechting van het kapsel aan het schouderblad gebeurt aan de buitenzijde van het labrum. Het labrum is dus binnen in het kapsel gelegen. De aanhechting aan het opperarmbeen gebeurt ter hoogte van de anatomische nek.
Het gewrichtskapsel is op enkele plaatsen verdikt door middel van ligamenten (bindweefselbanden). De aanhechting van deze ligamenten aan de opperarm gebeurt aan beide tubercula (minus en majus). Beiden zijn verdikkingen op het opperarmbeen.
- het ligamentum coracohumerale: tussen de basis van de processus coracoides van het schouderblad en het tuberculum majus van de opperarm;
- het ligamentum glenohumerale: met een bovenste, mediaal en onderste deel. Verloopt tussen het bovenste deel van de gewrichtskom en het tuberculum minus humeri;
- het ligamentum transversum humeri: is geheel gelegen op de opperarm. Het vormt de verbinding tussen het tuberculum minus en het tuberculum majus van het opperarmbeen. Onder dit ligament, doorheen de groeve gevormd door beide tubercula, verloopt de pees van de lange kop van de musculus biceps brachii.

De aanhechting van het gewrichtskapsel aan de humerus ligt hoger aan de laterale zijde dan aan de mediale zijde. Wanneer de arm naast het lichaam gehouden wordt is een zakvormige uitsparing in dit kapsel zichtbaar. Dit kapsel zorgt ervoor dat de arm zijwaarts van het lichaam bewogen kan worden.
Net buiten het kapsel zijn de pezen van de rotatorenmanchet gelegen die voor de stabilisatie van het gewricht zorgen. Deze pezen onderhouden een nauwe relatie met het kapsel. Aan de binnenzijde van het kapsel bevindt zich de synoviale membraan. Op bepaalde plaatsen vertoont het kapsel kleine openingen. Doorheen deze openingen dringt de synoviale membraan en vormt slijmbeurzen (lat: bursae).

### Spieren
Sommige van de spieren van het schoudergewricht zijn belangrijk voor de schouderstabiliteit:
- de rotatorenmanchet
- de lange kop van de musculus biceps brachii

De andere spieren dragen bij aan de beweeglijkheid van de arm, en de botten die het schoudergewricht uitmaken.

#### Rotatorenmanchet
De spieren van de zogeheten rotatorenmanchet (of rotator cuff) houden de kop van de bovenarm in de gewrichtskom van het schouderblad en trekken het gewrichtskapsel strak. De pezen van de rotatorenmanchet vormen immers een nauwe verbinding met het gewrichtskapsel. De rotatorenmachet bestaat uit:
- de musculus subscapularis;
- de musculus infraspinatus;
- de musculus supraspinatus;
- de musculus teres minor.

De origo van deze spieren zijn verscheidene randen van het schouderblad. Enkel de musculus subscapularis verloopt aan de voorzijde van het schouderblad en hecht aan het tuberculum minus van het opperarmbeen. De andere drie spieren van de rotatorenmanchet verlopen langs de ruggezijde. De insertie van deze spieren geschiedt aan het tuberculum majus van het opperarmbeen. In volgorde van boven naar beneden: de musculus supraspinatus, de musculus infraspinatus, de musculus teres minor.

#### Musculus biceps brachii
De musculus biceps brachii is geen lid van de rotatorenmanchet, maar draagt (ten dele) wel bij aan de schouderstabiliteit. De spier bestaat uit twee koppen: een korte (caput breve) en een lange (caput longum). De korte kop hecht aan de processus coracoides van het schouderblad aan, en draagt in tegenstelling tot de lange kop niet bij tot de schouderstabiliteit. De pees van de lange kop verloopt immers net boven aan het schoudergewricht en beperkt hierdoor de bovenwaartse beweging van de humeruskop in de gewrichtsholte.

#### Musculus deltoideus

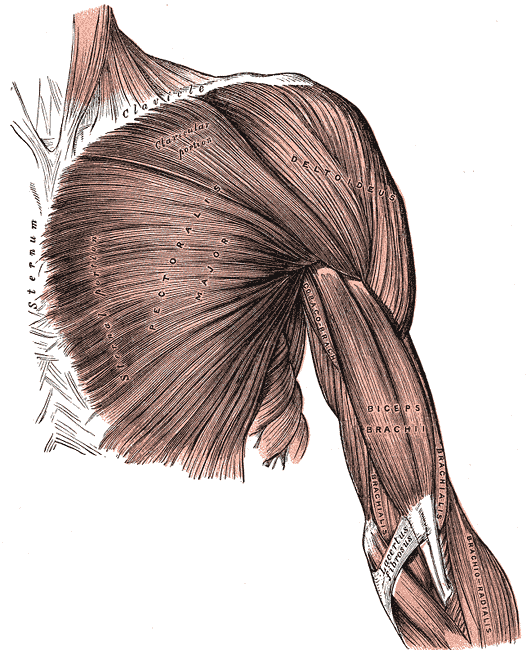
De musculus deltoides maakt de contour uit van de schouder en het bovenste deel van de opperarm. Op het plaatje is de aanhechting aan het laterale deel van het sleutelbeen zichtbaar.

De musculus deltoideus vormt de meest oppervlakkige spierlaag van het schoudergewricht en draagt dus bij tot de contour van het schoudergewricht en het bovenste deel van de bovenarm. Deze spier ligt boven op alle andere structuren. De musculus deltoides zorgt voornamelijk voor het zijwaarts bewegen van de arm (abductie). De eerste 15° van deze abductiebeweging komt echter voornamelijk door de musculus supraspinatus (een lid van de rotatorenmanchet) tot stand.
De origo van deze spier is de onderrand van de spina scapulae, de laterale rand van het acromion en het laterale deel van het sleutelbeen. Deze spina scapulae is een richel die aan de achterzijde van het schouderblad voelbaar is. De insertie van de musculus deltoides is het tuberculum deltoidicum; een verruwing van het opperarmbeen.

#### Musculus trapezius

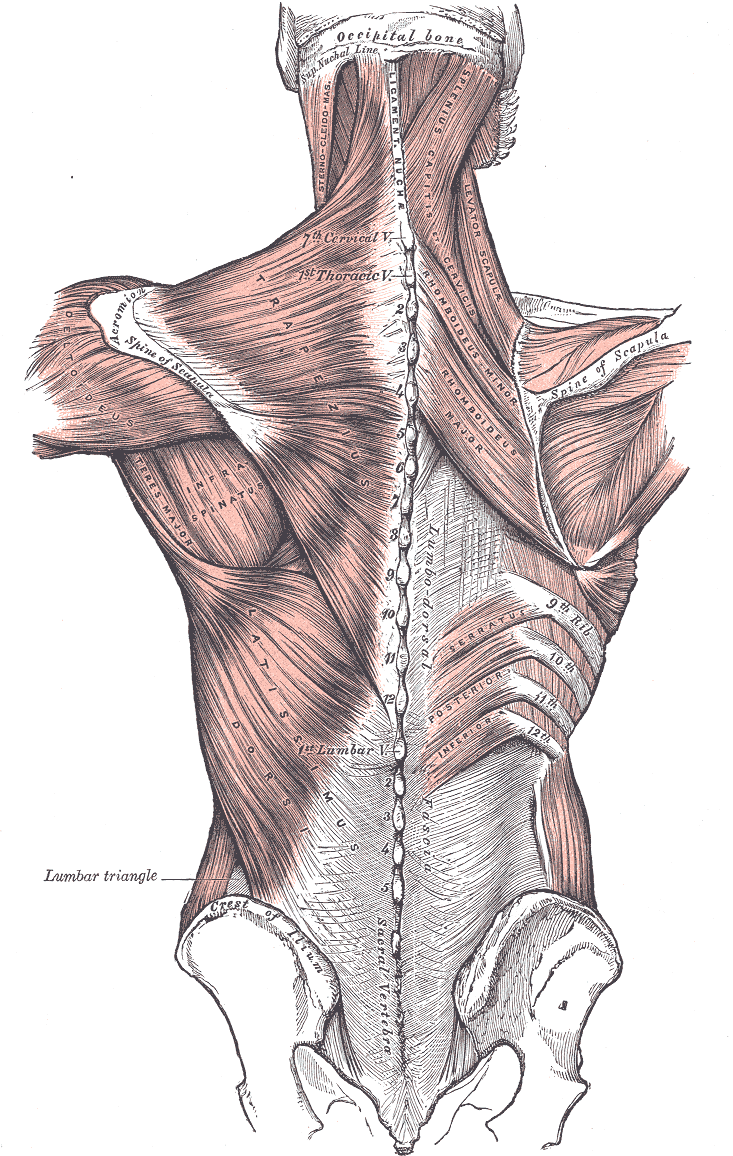
De musculus trapezius ontspringt aan de onderzijde van de schedel, het ligamentum nuchae en de uitsteeksels van de wervels C7 tot en met T12. Op dit plaatje is de aanhechting aan het acromion en de bovenzijde van de spina scapulae zichtbaar.

De musculus trapezius maakt eveneens deel uit van de oppervlakkige spierlaag van de schouder. Deze spier ontspringt aan de linea nuchae superior (bindweefsel aan de onderzijde van de schedel), het ligamentum nuchae en de processus spinosi van de wervels C7 tot en met T12. De musculus trapezius hecht aan de bovenrand van de spina scapulae, het acromion en het laterale deel van het sleutelbeen aan.

## Functionele Anatomie

### Articulatio glenohumeralis
De kop van het opperarmbeen is groter dan de gewrichtsholte in het schouderblad. Dit staat de arm toe in vele richtingen grote bewegingsuitslagen te maken. Deze toegenomen beweeglijkheid gaat echter ten koste van de stabiliteit van het gewricht. Volgende bewegingen van de bovenarm worden onderscheiden:
| Beweging    | Beschrijving | Spieren |
| ----------- | --- | --- |
| endorotatie | De handpalmen worden vanuit de anatomische houding, met de handpalmen naar voren, naar binnen gedraaid, en verder. | musculus pectoralis major, musculus subscapularis, musculus latissimus dorsi, musculus teres major               |
| exorotatie  | De handpalmen worden vanuit de anatomische houding, handpalmen naar voren, naar buiten gedraaid.                   | musculus supraspinatus, musculus infraspinatus, musculus teres minor                                             |
| abductie    | De arm wordt zijwaarts van het lichaam weggeheven.                                                                 | eerste 15°: musculus supraspinatus; musculus deltoideus                                                          |
| adductie    | De arm wordt tegen het lichaam gebracht en verder langs de voorzijde van de borst omhoog getrokken.                | musculus pectoralis major, musculus latissimus dorsi                                                             |
| anteflexie  | De arm wordt naar voren uitgestrekt.                                                                               | musculus deltoideus, musculus pectoralis major, musculus coracobrachialis, musculus biceps brachii, caput longum |
| retroflexie | De arm wordt naar achteren uitgestrekt.                                                                            | musculus deltoides, musculus teres major, musculus latissimus dorsi                                              |

### Schouderblad
Het schouderblad vormt samen met de onderliggende ribben een functioneel gewricht; het scapulothoracale gewricht (lat.: articulus scapulothoracicus). Volgende bewegingen kunnen gemaakt worden in dit gewricht:
| Beweging                    | Beschrijving                                                                                       | Spieren                                                                                             |
| --------------------------- | -------------------------------------------------------------------------------------------------- | --------------------------------------------------------------------------------------------------- |
| Elevatie                    | Ook craniaalwaartse translatie genoemd. De scapula wordt over de thoraxwand naar boven getrokken.  | musculus levator scapulae, musculus trapezius                                                       |
| Depressie/Detractie         | Ook caudaalwaartse translatie genoemd. De scapula wordt over de thoraxwand naar beneden getrokken. | musculus pectoralis minor, musculus pectoralis major, musculus levator scapulae, musculus trapezius |
| Exorotatie of Laterorotatie | Ook lateraalwaartse translatie genoemd. De onderste scapulahoek beweegt naar lateraal.             | musculus serratus anterior.                                                                         |
| Endorotatie of Mediorotatie | Ook mediaalwaartse translatie genoemd. De onderste scapulapunt beweegt naar mediaal.               | musculus rhomboides minor, musculus rhomboides major musculus levator scapulae                      |
| Protractie                  | Het schouderblad wordt naar de thoraxwand (naar ventraal) toe getrokken.                           | musculus serratus anterior, musculus pectoralis minor                                               |
| Retractie                   | Het schouderblad wordt van de thoraxwand (naar dorsaal) weg getrokken.                             | musculus trapezius, musculus latissimus dorsi, musculus rhomboides major, musculus rhomboides minor |

### Sleutelbeen
De bewegingen in het sleutelbeen (lat: clavicula) gebeuren in twee gewrichten: enerzijds het gewricht tussen het borstbeen (lat: sternum) en het sleutelbeen en anderzijds het gewricht tussen het acromion van het schouderblad en het sleutelbeen. De bewegingen zijn elevatie, depressie, protractie en retractie. Daarnaast kan het sleutelbeen nog om zijn lengte-as draaien.
| Beweging   | Beschrijving                                                       | Spieren            |
| ---------- | ------------------------------------------------------------------ | ------------------ |
| Elevatie   | De laterale claviculapunt wordt naar boven (craniaal) getrokken.   | musculus trapezius |
| Depressie  | De laterale claviculapunt wordt naar beneden (caudaal) getrokken.  |                    |
| Protractie | De laterale claviculapunt wordt naar voren (ventraal) getrokken.   |                    |
| Retractie  | De laterale claviculapunt wordt naar achteren (dorsaal) getrokken. |                    |

Verder zorgt de musculus subclavius ervoor dat het sleutelbeen tegen het borstbeen gefixeerd wordt.

## Pathologie
- Bursitis subacromialis of slijmbeursontsteking van de schouder
- Tendinitis calcarea, een peesontsteking veroorzaakt door kalk
- Impingementsyndroom: Bij dit syndroom treedt inknelling op van de pees van de musculus supraspinatus onder het schouderdak.
- Adhesieve capsulitis (eng.: frozen shoulder): Hierbij treedt pijn en immobilisatie op door een ontsteking van het gewrichtskapsel.
- Schouderluxatie: Hierbij is de kop van het opperarmbeen (lat.: humerus) uit de gewrichtskom geraakt. Men spreekt ook wel van een "ontwrichte" schouder. In de overgrote meerderheid der gevallen (95%) verplaatst de humeruskop zich hierbij naar voren (= anterior schouderluxatie). Hierbij kunnen verdere beschadigingen optreden:
  - Hill-sachslaesie: Ook wel impressiefractuur genaamd. Door de ontwrichting is de relatief zachte bekleding van de humeruskop beschadigd geraakt.
  - Bankartlaesie: Door de ontwrichting is de bindweefselring die rondom de gewrichtskom zit, het labrum glenoidicum, beschadigd geraakt.